# Crying
Crying, andra studioalbumet av Roy Orbison, utgivet i mars 1962 på skivbolaget Monument Records. Albumet är producerat av Fred Foster.
Albumet nådde Billboard-listans 21:a plats 
På englandslistan nådde albumet 17:e plats. 

## Låtlista
Singelplacering i Billboard inom parentes. Placering i England=UK 
1. "Crying" (Roy Orbison/Joe Melson) (#2, UK# 25)
2. "The Great Pretender" (Buck Ram)
3. "Love Hurts" (Boudleaux Bryant)
4. "She Wears My Ring" (Felice Bryant/Boudleaux Bryant)
5. "Wedding Day" (Roy Orbison/Joe Melson)
6. "Summersong" (Roy Orbison/Joe Melson)
7. "Dance" (Roy Orbison/Joe Melson)
8. "Lana" (Roy Orbison/Joe Melson)
9. "Loneliness" (Roy Orbison/Joe Melson)
10. "Let's Make A Memory" (Roy Orbison/Joe Melson)
11. "Nite Life" (Roy Orbison/Joe Melson)
12. "Running Scared" (Roy Orbison/Joe Melson) (#1, UK #9)